# Pallavolo ai XXXI Giochi del Sud-est asiatico - Torneo femminile
Il torneo femminile di pallavolo ai XXXI Giochi del Sud-est asiatico si è svolto dal 13 al 22 maggio 2022 a Quang Ninh, in Vietnam, durante i XXXI Giochi del Sud-est asiatico: al torneo hanno partecipato cinque squadre nazionali del Sud-est asiatico e la vittoria finale è andata per la quindicesima volta, la tredicesima consecutiva, alla Thailandia.

## Impianti
|                                                                    |  |  |
|                                                                    |  |  |
| Dai Yen Arena Città: Quang Ninh Capienza: 5 000 Anno d'apertura: - |  |  |

## Regolamento

### Formula
La formula ha previsto:
- Fase a girone, disputata con girone all'italiana: le prime due classificate hanno acceduto alla finale per il primo posto, mentre la terza e la quarta classificata hanno acceduto alla finale per il terzo posto.
- Finale per il primo posto, giocata con gara unica.
- Finale per il terzo posto, giocata con gara unica.

### Criteri di classifica
Se il risultato finale è stato di 3-0 o 3-1 sono stati assegnati 3 punti alla squadra vincente e 0 a quella sconfitta, se il risultato finale è stato di 3-2 sono stati assegnati 2 punti alla squadra vincente e 1 a quella sconfitta.
L'ordine del posizionamento in classifica è stato definito in base a:
- Punti;
- Ratio dei set vinti/persi;
- Ratio dei punti realizzati/subiti.

## Squadre partecipanti
| Squadra    | Qualificazione      | Ultima partecipazione |
| ---------- | ------------------- | --------------------- |
| Filippine  | Wild card           | Pasig 2019            |
| Indonesia  | Wild card           | Pasig 2019            |
| Malaysia   | Wild card           | Kuala Lumpur 2017     |
| Thailandia | Wild card           | Pasig 2019            |
| Vietnam    | Paese organizzatore | Pasig 2019            |

## Torneo

### Fase a girone

#### Risultati
| 13 maggio 2022 Dai Yen Arena, Quang Ninh Durata: ? - Spettatori: ? | Malaysia   | 0 - 3 | Filippine  | 14-25, 20-25, 15-25        |
| 13 maggio 2022 Dai Yen Arena, Quang Ninh Durata: ? - Spettatori: ? | Indonesia  | 1 - 3 | Vietnam    | 17-25, 18-25, 25-18, 20-25 |
| 14 maggio 2022 Dai Yen Arena, Quang Ninh Durata: ? - Spettatori: ? | Thailandia | 3 - 0 | Filippine  | 25-15, 25-13, 25-14        |
| 15 maggio 2022 Dai Yen Arena, Quang Ninh Durata: ? - Spettatori: ? | Indonesia  | 3 - 0 | Malaysia   | 25-10, 25-13, 25-5         |
| 16 maggio 2022 Dai Yen Arena, Quang Ninh Durata: ? - Spettatori: ? | Thailandia | 3 - 0 | Indonesia  | 25-15, 25-12, 25-14        |
| 16 maggio 2022 Dai Yen Arena, Quang Ninh Durata: ? - Spettatori: ? | Vietnam    | 3 - 0 | Malaysia   | 25-12, 25-9, 25-10         |
| 17 maggio 2022 Dai Yen Arena, Quang Ninh Durata: ? - Spettatori: ? | Filippine  | 1 - 3 | Indonesia  | 23-25, 25-21, 15-25, 20-25 |
| 17 maggio 2022 Dai Yen Arena, Quang Ninh Durata: ? - Spettatori: ? | Vietnam    | 1 - 3 | Thailandia | 18-25, 25-14, 17-25, 23-25 |
| 18 maggio 2022 Dai Yen Arena, Quang Ninh Durata: ? - Spettatori: ? | Malaysia   | 0 - 3 | Thailandia | 11-25, 18-25, 12-25        |
| 19 maggio 2022 Dai Yen Arena, Quang Ninh Durata: ? - Spettatori: ? | Filippine  | 0 - 3 | Vietnam    | 23-25, 19-25, 17-25        |

#### Classifica
| Pos. | Squadra    | Pt | G | V | P | SV | SP | Ratio  | PF  | PS  | Ratio |
| ---- | ---------- | -- | - | - | - | -- | -- | ------ | --- | --- | ----- |
| 1.   | Thailandia | 12 | 4 | 4 | 0 | 12 | 1  | 12,000 | 314 | 166 | 1,891 |
| 2.   | Vietnam    | 9  | 4 | 3 | 1 | 10 | 4  | 2,500  | 326 | 259 | 1,258 |
| 3.   | Indonesia  | 6  | 4 | 2 | 2 | 7  | 7  | 1,000  | 287 | 279 | 1,028 |
| 4.   | Filippine  | 3  | 4 | 1 | 3 | 4  | 9  | 0,444  | 259 | 295 | 0,877 |
| 5.   | Malaysia   | 0  | 4 | 0 | 4 | 0  | 12 | 0,000  | 149 | 300 | 0,496 |

      Qualificata alla finale per il primo posto.
      Qualificata alla finale per il terzo posto.

### Finale 1º posto
| 22 maggio 2022 Dai Yen Arena, Quang Ninh Durata: ? - Spettatori: ? | Thailandia | 3 - 0 | Vietnam | 25-20, 25-14, 25-14 |

### Finale 3º posto
| 21 maggio 2022 Dai Yen Arena, Quang Ninh Durata: ? - Spettatori: ? | Indonesia | 3 - 1 | Filippine | 25-21, 22-25, 25-19, 25-21 |

## Classifica finale
| Pos | Squadra    | Rosa |
| --- | ---------- | --- |
|     | Thailandia | Formazione: 1 Srithong, 2 Pannoy, 3 Guedpard, 4 Nuekjang, 6 Thipachot, 9 Bundasak, 12 Bamrungsuk, 14 Chuewulim, 16 Kokram, 18 Kongyot, 19 Moksri, 20 Pairoj, 23 Manakij, 24 Boonlert, CT: Sriwatcharamethakul                                   |
|     | Vietnam    | Formazione: 1 Thanh Liên, 3 Thanh Thúy, 6 Thị Uyên, 7 Thị Nguyệt Anh, 8 Việt Hương, 9 Thị Bích Thủy, 10 Thị Bích Tuyền, 11 Thị Kiều Trinh, 12 Thu Hoài, 15 Thị Trinh, 16 Thị Thúy, 18 Thị Huệ, 19 Thị Lâm Oanh, 22 Thị Kim Liên, CT: Thanh Tùng |
|     | Indonesia  | Formazione: 1 Salsabila, 2 Wulandari, 3 Pertiwi, 6 Pangestika, 7 Nabila, 8 Putri, 9 Purnama, 11 Mauludina, 14 Azizah, 15 Yolla, 17 Sugandi, 20 Onnan, CT: Matulesy                                                                              |
| 4.  | Filippine  | Formazione: 1 Negrito, 2 Maraño, 3 Santiago, 5 Macandili, 6 Molina, 7 Paat, 8 Arado, 10 Baron, 13 Palomata, 15 Valdez, 18 Meneses, 20 Tolentino, 28 Galanza, 32 Tolenada, CT: Edson                                                             |
| 5.  | Malaysia   | Formazione: 1 Chia, 2 Lee, 6 Wong, 7 Ally, 8 Yong, 10 Low, 11 Lim, 12 Ngin, 13 Chew, 14 Yong, 16 Siah, 17 Tong, 18 Goh, 19 Kong, CT: Liew |